# Isla de la Libertad
La isla de la Libertad, antiguamente llamada isla de Bedloe, es una pequeña isla deshabitada en la bahía de Nueva York en Estados Unidos, más conocida por encontrarse en ella la Estatua de la Libertad («La Libertad Iluminando al Mundo»), una gran estatua de Frédéric Auguste Bartholdi, inaugurada en 1886. La isla también alberga el Museo de la Estatua de la Libertad, inaugurado en 2019 y que exhibe la antorcha original de la estatua. La Isla de la Libertad se convirtió en parte del Monumento Nacional de la Estatua de la Libertad en 1937 mediante la Proclamación Presidencial 2250, firmada por el presidente Franklin D. Roosevelt. En 1966, fue incluido en el Registro Nacional de Lugares Históricos como parte del Monumento Nacional de la Estatua de la Libertad, la Isla Ellis y la Isla de la Libertad.
El nombre de "Isla de la Libertad" ha estado en uso desde principios del siglo XX, aunque no fue oficialmente cambiado hasta 1956.
Antes de albergar la Estatua de la Libertad, en la isla de Bedloe se encontraba Fort Wood, una fortificación defensiva, construida en granito, que tenía la forma de una estrella de once puntas. Debido a ello, su apodo era "Star Fort" (Fuerte estrella).
La isla es propiedad del gobierno federal y lo mantiene el National Park Service. Sólo es accesible para el público por ferry, saliendo desde Battery Park City en Manhattan o desde Liberty State Park, en la ciudad de Jersey (Nueva Jersey). Está separada de la isla Ellis por aproximadamente 1 milla (1.6 km).
La isla es un exclave del estado de Nueva York ubicado dentro de los límites del estado de Nueva Jersey. Tiene una extensión de 59 558 metros cuadrados, o 14,717 acres, según la oficina de censo de Estados Unidos. 
Desde los atentados del 11 de septiembre de 2001 la isla es vigilada por las patrullas guardacostas de Estados Unidos.

## Relación con Nueva York y Nueva Jersey
La Isla de la libertad está dentro de la jurisdicción territorial del estado de Nueva York, establecido en 1664, reafirmado en 1834, y que nunca se ha disputado oficialmente. La isla es propiedad del gobierno federal desde 1800.

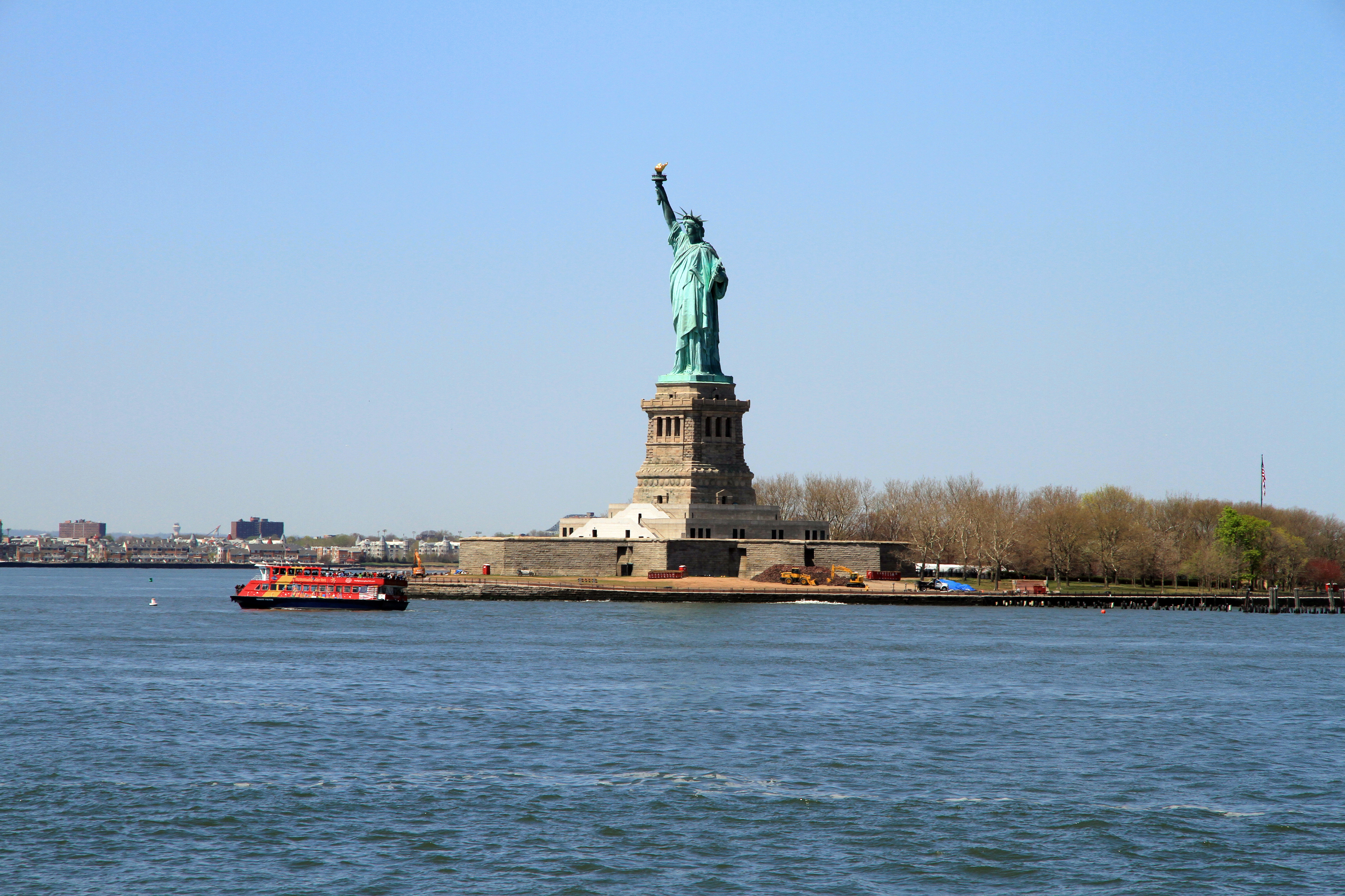
Isla de la Libertad en 2013.

La creencia de que la Isla de la Libertad es parte de Nueva Jersey podría ser una deducción equivocada de estos hechos:
- La proximidad de la isla a la ciudad de Jersey.
- Su aparición en mapas del Estado de Nueva Jersey.
- La victoria de Nueva Jersey en un pleito en 1998 con Nueva York sobre la propiedad de partes de la isla de Ellis.
- Nueva Jersey proporciona todos los servicios a la isla Ellis y a la isla de la Libertad, tales como electricidad, agua, y aguas residuales.

La Estatua de la Libertad es demandada como símbolo por Nueva York y Nueva Jersey. Fue mostrado en las matrículas neoyorquinas para automóvil desde el 1986 a 2000 y en una matrícula especial de New Jersey que celebraba el Liberty State Park en la ciudad de Jersey.

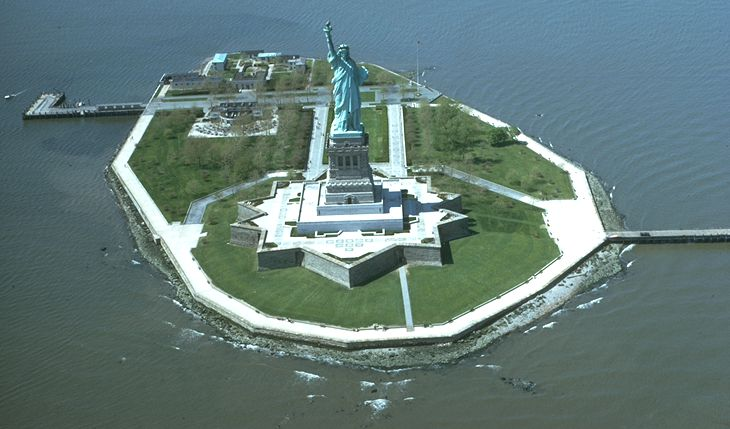
Isla de la Libertad.

La estatua también se puede ver en las monedas de 50 centavos del Estado de Nueva York desde el 2 de junio de 2001.
Es indiscutible que los mapas dibujan la frontera entre el Estado de Nueva York y Nueva Jersey en el centro del río Hudson, con la isla de la libertad situada en territorio de Nueva Jersey. De hecho, el Estado de Nueva Jersey conserva los derechos de la tierra sumergida que rodea a la isla, extendiéndose hacia el este de la línea que separa los estados. Nueva Jersey nunca ha reclamado los derechos de la tierra seca de la isla.